# Halophila stipulacea
Halophila stipulacea es una planta marina originaria del océano Índico que se ha extendido hasta el mar Mediterráneo, después de abrirse paso a través del Canal de Suez. Esta especie está extendida más allá del Golfo de Aqaba. Recientemente se ha detectado en el mar Caribe, donde también se está extendiendo.
Etimología
Halophila stipulacea: el nombre procede de los términos griegos halos (sal) y phila (amante de), que literalmente significan "amante de la sal"; y de la palabra latina stipulacea, que significa "con aspecto de tallo de planta herbácea" (aunque en botánica hace referencia a unos apéndices laminares que se forman en la base del pecíolo de las hojas).